# Frank Shorter
Frank Charles Shorter (* 31. října 1947 Mnichov, Německo) je bývalý americký atlet, běžec na dlouhé tratě, olympijský vítěz v maratonu z roku 1972.
Narodil se v Německu, kde jeho otec sloužil jako lékař v americké armádě. V roce 1970 se stal mistrem USA v bězích na 3 a 6 mil. Téhož roku vyhrál v Brazílii závod Corrida Internacional de São Silvestre a na Panamerických hrách v roce 1971 získal zlatou medaili v běhu na 10 000 metrů i v maratonu. Čtyřikrát po sobě vyhrál maraton ve Fukuoce (1971–1974) a dvakrát Falmouth Road Race (1975 a 1976). 
Největšího úspěchu dosáhl na olympiádě v Mnichově v roce 1972. Nejdříve skončil na 5. místě v běhu na 10 000 metrů. O týden později zvítězil v maratonském běhu. V roce 1972 mu byla udělena James E. Sullivan Award pro nejlepšího amatérského sportovce USA.
O čtyři roky později, na olympiádě v Montrealu v roce 1976, získal stříbrnou medaili, když doběhl druhý za Waldemarem Cierpinskim z NDR. S vrcholovým sportem skončil v roce 1977. Jeho osobní rekordy jsou 13:26,60 na 5 000 metrů, 27:45,91 na 10 000 metrů a 2:10:30 v maratonu. V roce 1984 byl uveden do síně slávy Olympijského výboru Spojených států amerických. 
Z9skal titul Bachelor of Arts na Yaleově univerzitě a doktorát na právnické fakultě Floridské univerzity. V letech 2000 až 2003 byl předsedou Antidopingové agentury Spojených států. Žije v Boulderu v Coloradu, kde založil běžecký závod Bolder Boulder. Je jednou z postav filmu o americkém běžeckém boomu sedmdesátých let Hranice možností, kde ho hrál Jeremy Sisto.